# Prava LGBT osoba u Europi
Lezbijska, gay, biseksualna, i transrodna (LGBT) prava vrlo se razlikuju unutar Europe. Zajedničko svim dijelovima Europe je činjenica kako je u svim državama i teritorijima homoseksualnost legalna. Od 28 država svijeta koje su legalizirale istospolni brak (u govoru poznat i pod nazivom gay brak) 16 ih se nalazi u Europi[A]; dok su još ostalih 13 europskih država legalizirale registrirano partnerstvo ili neki drugi oblik priznavanja istospolnih zajednica. U Armeniji (zemlja Jugozapadne Azije koja se ponekad smatra dijelom Europe) i Estoniji osobe istog spola ne mogu sklopiti brak, ali ako ga sklope u drugim zemljama ti se brakovi priznaju unutar zemlje. S druge strane Armenija, Bjelorusija, Bugarska, Hrvatska, Mađarska, Latvija, Litva, Moldova, Crna Gora, Poljska, Srbija, Slovačka, Gruzija (zemlja Jugozapadne Azije koja se ponekad smatra dijelom Europe) i Ukrajina imaju upisano u Ustavu da je brak životna zajednica između muškarca i žene, te na taj način brane uvođenje istospolnog braka. Važno je napomenuti da ''istospolni brak'' ne postoji kao nekakav zasebni pravni akt u navedenim državama, već se pojam braka u tim zemljama smatra zajednicom dvaju osoba (nebitno kojeg spola). Dakle u tim zemljama nije moguće sklopiti ''homoseksualni brak'' ili ''heteroseksualni brak'', već sve osobe sklapaju brak, te imaju jednaka bračna prava. Do 2018. godine niti u jednoj europskoj državi ''istospolni brak'', odnosno bračna jednakost, nije uvedena odmah, već su prije tog postupka uvedeni različiti oblici priznavanja istospolnih zajednica. Taj oblik priznavanja istospolnih zajednica je ukinut u tim zemljama nakon pojave bračne jednakosti (negdje odmah nakon što je uvedena bračna jednakost, negdje naknadno). Kako pojedini istospolni parovi koji su sklopili ''drugu vrstu zajednice'' a nisu nakon uvođenja bračne jednakosti sklopili brak, države su i dalje primorane priznavati takve zajednice, sve dok se ti parovi (ponovno) ne vjenčaju, nakon čega ta ''druga vrsta zajednice'' prestaje važiti. Primjer za to je sljedeći: na Malti su od travnja 2014. istospolni parovi mogli sklopiti ''civilnu uniju'' koja se, osim po imenu, nije po ničem drugom razlikovala od braka. Od rujna 1. rujna 2017. svi parovi na Malti mogu sklopiti samo brak - nebitno kojeg su spola članovi tog para.

## Povijest
Iako su istospolni odnosi bili vrlo česti (ali nikada ekvivalent braku između muškarca i žene) u antičkoj Grčkoj, antičkom Rimu te u poganskim Keltskim društvima, nakon što je kršćanstvo postalo službena religija Rimskog Carstva, pojavili su se zakoni protiv homoseksualnog ponašanja.
Edikt od strane rimskog cara Teodozija I u 390. godini osudio je sve "pasivne" homoseksualne muškarce na smrt javnim spaljivanjem. Nakon toga je Codex Iustinianus od strane Justinijana I u 529. godini propisao javnu kastraciju i pogubljenje za sve koji su počinili homoseksualne radnje – i aktivne i pasivne partnere. Homoseksualno ponašanje, pod nazivom sodoma, smatralo se kriminalom u većini europskih  zemalja, a tisuće homoseksualnih i biseksualnih muškaraca pogubljeno je diljem Europe tijekom valova nasilnog progona tijekom tih stoljeća. Lezbijke su rjeđe bile kažnjavanje, ali su one također pretrpjele progonstvo i pogubljenje s vremena na vrijeme.
Od uspostave Poljske u 966. godini, poljski zakon nije nikada definirao homoseksualnost kao zločin. Četrdeset godina nakon gubitka samostalnosti u 1795. godini, zakoni sodome Rusije, Prusije, i Austrije dolaze na snagu u podijeljenim poljskim teritorijima. Kada je Poljska ponovno postala samostalna u 1918. godini odbacila je te zakone moćnih država. U 1932. godini, Poljska je kodificirala istu dob pristanka za homoseksualne i heteroseksualne odnose - osobe moraju biti stare minimalno 15 godina.
U Turskoj homoseksualnost je legalna od 1858 godine.[7]
Tijekom Francuske revolucije Francuska Nacionalna Skupština ponovno je napisala kazneni zakon 1791. godine, izostavljajući sve dijelove koje upućuju na homoseksualnost kao kriminal.
Tijekom Napoleonskih ratova homoseksualnost je dekriminalizirana u područjima pod francuskom kontrolom, kao što je Nizozemska i mnoge zemlje koje će postati dio ujedinjene Njemačke - međutim pod Pruskim Carem, a Pruska je dugo vremena oštro kažnjavala homoseksualnost. 6. kolovoza 1942. Vichy vlada je proglasila homoseksualne odnose s osobama mlađim od dvadeset i jedne godine ilegalnim, kao dio svog konzervativnog dnevnog reda. Većina Vichy zakonodavstva je ukinuta nakon rata, ali anti-gay Vichy zakon je ostao na snazi četiri desetljeća, dok nije ukinut u kolovozu 1982. godine, kada je dob pristanka ponovno uspostavljena kao ista za heteroseksualne i homoseksualne partnere, na način da osobe moraju imati minimalno 15 godina.
Ipak, homoseksualci i lezbijke nastavili su živjeti "u ormaru" (engl. izraz "in the closet" - označava osobu homoseksualne ili biseksualne orijentacije koja to skriva od javnosti), jer je moralno i društveno neodobravanje homoseksualnosti od strane heteroseksualnog društva ostalo jako diljem Europe još dva desetljeća, sve do dolaska modernih prava homoseksualaca 1969. godine.
Mnoge zemlje pod diktaturama u 20. stoljeću bile su jako anti-homoseksualne - Sovjetski savez, Nacistička Njemačka i Španjolska pod režimom Francisca Franca. S druge strane nakon što je Poljska stekla neovisnost nakon Prvog svjetskog rata, 1932. godine postala je prva zemlja u Europi koja je u 20. stoljeću dekriminalizirala homoseksualnost, a slijedile su je Danska 1933., Island 1940., Švicarska 1942. i Švedska 1944. godine.
Godine 1962. homoseksualno ponašanje dekriminalizirano je u Čehoslovačkoj, nakon znanstvenog istraživanja Kurta Freunda koje je uključivalo phallometriju (mjerenje dotoka krvi u penis) homoseksualno orijentiranih muškaraca koji su tvrdili da su odustali od seksualnih odnosa s drugim muškarcima i uspostavili (heteroseksualne) brakove. Freund je došao do zaključka da se homoseksualna orijentacija ne može se mijenjati.
Godine 1972. Švedska je postala prva zemlja na svijetu koja je dopustila ljudima koji su bili transseksualni prema zakonodavstvu da operativno promijene spol i pružila im besplatne hormonske terapije. 1979. godine u Švedskoj je broj ljudi javilo da ne mogu doći na posao jer su bolesni - jer boluju od homoseksualnosti, kao protest na činjenicu da je homoseksualnost klasificirana kao bolest. Uslijedila je aktivistička okupacija sjedišta Nacionalnog odbora za zdravstvo i socijalnu skrb. U roku od nekoliko mjeseci, Švedska je postala prva zemlja u Europi od onih koje su prethodno definirale homoseksualnost kao bolest, da bi kasnije uklonile tu oznaku.
Godine 1989. Danska je, prva na svijetu, predstavila registrirano partnerstvo za istospolne parove.
Bugarska je 1991. godine postala prvom zemljom u Europi koja je zabranila istospolni brak. Od tada je jedanaest zemalja srednje, istočne i jugoistočne Europe učinilo isto - Litva 1992., Bjelorusija i Moldavija 1994. godine, Ukrajina 1996., Poljska 1997., Latvija i Srbija u 2006. godini, Crna Gora 2007. godine, Mađarska u 2012. godini, Hrvatska u 2013. godini i Slovačka u 2014. godini. Od navedenih zemalja koje su Ustavom zabranile istospolni brak jedino Hrvatska i Mađarska imaju neki oblik priznavanja istospolnih zajednica.
U 2001. godini je na zapadu kontinenta napravljen sljedeći korak, kada je Nizozemska otvorila građanski brak za istospolne parove, čime je postala prva zemlja na svijetu koja je priznala istospolni brak. Od tada, četrnaest drugih europskih država učinile su isto - Belgija 2003. godine, Španjolska 2005. godine, Norveška i Švedska 2009.godine, Portugal i Island u 2010. godini, Danska 2012. godine, Francuska 2013. godine, Velika Britanija 2014. godine, Luksemburg i Irska u 2015. godini, te Finska, Malta i Njemačka u 2017. godini. Ustavni sud u Austriji je 05. prosinca 2017. donio odluku da će istospolni brak biti moguće sklopiti od 01. siječnja 2019.

## Nedavni događaji
U Irskoj tzv. Građansko partnerstvo (engl. Civil partnership) postalo je legalno u 2011. godini. U 2013. godini vlada Republike Irske je održala ustavnu konvenciju na kojoj je većina glasala za izmjenu i dopunu Ustava kako bi se bračna prava proširila i na parove istog spola. Dana 22. svibnja 2015. godine, irski građani glasovali su o tome treba li dodati sljedeći amandman u Ustav: Brak može biti ugovoren u skladu sa zakonom od strane dviju osoba, bez obzira na njihov spol. 62,1% birača glasalo je za izmjene i dopune, čineći Irsku prvu zemlju na svijetu koja je istospolne brakove uvela putem nacionalnog referenduma. Prvi brakovi sklopljeni su već u studenom iste godine.
Otok Man je dozvolio građanska partnerstva u 2011. godini, kao i Jersey u 2012. U Lihtenštajnu su ozakonjena registrirana partnerstva, nakon što je na referendumu 68 posto birača glasovalo u korist uvođenja istih u 2011 godini.
Dana 1. siječnja 2012. godine, novi Ustav Mađarske donesen od strane vlade Viktora Orbana, vođe vladajuće Fidesz stranke, stupio je na snagu, ograničavajući brak samo za parove suprotnog spola. Ustav ne sadrži jamstva zaštite od diskriminacije na račun seksualne orijentacije.
U 2012. godini vlada Ujedinjenog Kraljevstva pokrenula je javnu raspravu po pitanju istospolnog braka s namjerom mijenjanja zakona koji se provode u Engleskoj i Walesu. Njihov zakon o braku je odobren 17. srpnja 2013. godine. Škotska vlada pokrenula je sličnu raspravu, s ciljem da legalizira istospolni brak do 2015. godine. Dana 4. veljače 2014. godine, škotski parlament donio je zakon kojim legalizira istospolne brakove u Škotskoj, te koji također završava "bračni veto" kojim supružnici mogu onemogućiti svojim transrodnim partnerima sposobnost da pravno promijene svoj rod. Sjeverna Irska je jedini dio Ujedinjenog Kraljevstva koji ne dozvoljava istospolni brak.
U svibnju 2013. godine, Francuska je legalizirala istospolni brak, kada je francuski predsjednik François Hollande potpisao zakon kojim se autorizira brak i usvajanje od strane homoseksualnih parova.
Dana 30. lipnja 2013. godine, Vladimir Putin, predsjednik Rusije, potpisao je Zakon o zaštiti djece od informacija koje štetno utječu na njihovo zdravlje i razvoj, u zapadnom svijetu poznat pod nazivima ruski anti-gay zakon, anti-LGBT propagandni zakon i sl., kojeg je prethodno odobrila Duma. Zakon čini distribuciju propagande među maloljetnicima u prilog netradicionalnih seksualnih odnosa kaznenim djelom.
Dana 1. prosinca 2013. godine, održan je referendum u Hrvatskoj koji Ustavom želi definirati brak kao zajednicu žene i muškarca. Referendum je prošao, sa 65,87% birača koji podržavaju mjeru, a sveukupni odaziv na referendum bio je 37,9%.
Dana 27. siječnja 2014. godine u Turskoj Republici Sjeverni Cipar, međunarodno nepriznatoj državi koja obuhvaća sjerevni dio otoka Cipar, ciparski turski zastupnici su dopunama i izmjenama Kaznenog zakona ukinuli zakon iz kolonijalnog doba koji je kažnjavao homoseksualnost s do pet godina zatvora. To je bila posljednja regija Europe (Cipar geografski pripada Aziji, ali zbog ekonomsko-socijalnih razloga smatra se dijelom Europe) gdje homoseksualnost nije bila legalna.
Dana 14. travnja 2014. Parlament Malte izglasao je Zakon o građanskom braku, koji priznaje istospolne brakove koji su sklopljeni izvan Malte, te im dopušta posvajanje djece. Istoga dana Sabor je također glasao u korist ustavnog amandmana o zabrani diskriminacije na temelju seksualne orijentacije i rodnog identiteta.
Dana 4. lipnja 2014. Slovački parlament je velikom većinom odobrio ustavni amandman o zabrani istospolnih brakova, sa 102 zastupnika za i 18 zastupnika protiv zakona.
Dana 18. lipnja 2014. parlament Luksemburga odobrio je nacrt zakona kojim se legalizira istospolni brak i usvajanje od strane istospolnih parova. Zakon je objavljen u luksemburškim Narodnim novinama 17. srpnja, a stupio je na snagu 1. siječnja 2015. godine.
Dana 15. srpnja 2014. godine, hrvatski sabor je donio Zakon o životnom partnerstvu osoba istog spola dajući istospolnim parovima sva prava koja imaju bračni parovi u Hrvatskoj, osim prava na usvajanje djece. Međutim, zakon dopušta partneru partnera koji ima djecu da postane njihov partner-skrbnik. Partner-skrbništvo kao institucija jednaka je posvajanju pastorčadi (pastorčad je zbirni naziv za djecu iz prijašnjeg braka supružnika) u svim pravima i dužnostima, ali ne dajući roditeljski status tom životnom partneru.
Također, bez obzira na to partner-skrbništvo, životni partner partnera koji ima djecu može ostvariti djelomičnu roditeljsku odgovornost nad djetetom, bilo sudskim putem ili konsenzusom između (bioloških) roditelja; postoji čak i mogućnost pune roditeljske odgovornosti u nekim slučajevima, kad sud odluči da je to u najboljem interesu djeteta.
U rujnu 2014. godine, zakon je stupio na snagu u Danskoj učinkovito napuštajući dotadašnju praksu koja je zahtijevala da se transrodne osobe podvrgnu napornoj psihijatrijskoj procjeni i kastraciji prije nego što im se dozvoli pravna promjena spola. Zahtijevajući ništa više nego priopćenje rodnog identiteta i naknadnu potvrdu zahtjeva za promjenom spola nakon razdoblja čekanja od 6 mjeseci, svatko tko želi svoju pravnu oznaku rodnosti promijeniti može to učiniti bez stručne evaluacije i nekoliko drugih formalnih ograničenja. U međuvremenu, norveški ministar zdravstva Bent Høie je obećao da će se uskoro izraditi sličan zakon za Norvešku.
Dana 9. listopada 2014., parlament Estonije je donio Zakon o kohabitaciji (u hrvatskom bi pravilnije bilo Zakon o izvanbračnoj zajednici; Kohabitacija ili suživot mogla bi se definirati kao aranžman u kojem dvije osobe koje nisu u braku žive zajedno bez formalnog registriranja njihovog odnosa kao brak) za dvije osobe, nebitno kojeg spola. Zakon je stupio na snagu 1. siječnja 2016. godine. 
Dana 27. studenoga 2014. parlament Andore donio je Zakon o istospolnim zajednicama, legalizirajući i zajedničko posvajanje za istospolne partnere. Dana 24. prosinca 2014. Zakon je objavljen u službenom listu, nakon proglašenja od strane ko-princa Françoisa Hollandea, s obzirom na to da je potpis jednog od dva ko-knezova bio potreban. Zakon je stupio na snagu 25. prosinca 2014. godine.
Dana 12. prosinca 2014. godine finski parlament usvojio je zakon o istospolnom braku. Zakon je stupio na snagu 1. ožujka 2017. godine
Slovački parlament je 4. lipnja 2014. odobrio ustavni amandman kojim se zabranjuje istospolni brak, s 102 zastupnika i 18 zastupnika protiv zakona.
Dana 21. siječnja 2015. parlament Makedonije odobrio je Amandman XXXIII Ustava Makedonije, koji zabranjuje istospolni brak.
Slovaci su 7. veljače 2015. glasovali na referendumu o zabrani istospolnog braka i usvajanju djece od strane istospolnih zajednica. Rezultat referenduma bio je za donošenje prijedloga zabrane, s 95% i 92% glasova. [43] Međutim, referendum je ocijenjen nevažećim po zakonu o referendumu zbog niskog odaziva (odaziv birača ispod 50%).
Dana 3. ožujka 2015., Sabor Slovenije donio je zakon o istospolnom braku s 51 naprema 28 glasova. Dana 20. prosinca 2015. Slovenci su odbacili taj zakon na referendumu sa 63% glasova naprema 37% koji su podržali uvođenje tog zakona.
U studenom 2015. godine, parlament Cipra odobrio je prijedlog zakona kojim legalizira građanska zajednica parova istog spola s 39 naprema 12 glasova. Stupio je na snagu 9. prosinca 2015.
Zakon o legalizaciji civilnih zajednica za istospolne parove u Grčkoj odobren je u prosincu 2015. od strane parlamenta sa 194 glasova za i 55 glasova protiv. Zakon je potpisao predsjednik i stupio je na snagu 24. prosinca 2015.
29. travnja 2016. godine parlament Farskih otoka, autonomne pokrajine Kraljevine Danske (Kraljevina Danska je monarhija koje se sastoji od tri autonomna teritorija: Grenlanda, Farskih otoka i Danske) glasovao je o proširenju danskog zakonodavstva o istospolnim brakovima, koji se primjenjuje i na teritorij ove pokrajine, pritom isključujući mogućnost zakonskog braka na vjerskoj ceremoniji. Danski je parlament još morao naknadno odobriti isključivanje vjerskih brakova za Farske otoke, za razliku od Danske, gdje crkve mogu obavljati brakove između osoba istog spola. Zakon na Farskim otocima stupio je na snagu 1. srpnja 2017. godine, nakon formalnosti ratifikacije od strane Danskog parlamenta i Kraljevog pristanka.
Zakon o legalizaciji civilnih zajednica istospolnih parova u Italiji odobren je 13. svibnja 2016. od strane talijanskog parlamenta. Predsjednik ga je potpisao 20. svibnja 2016. Objavljen je u talijanskim Narodnim novinama 21. svibnja i stupio je na snagu 5. lipnja 2016. godine.
21. rujna 2016. parlament Guernseyja odobrio je zakon o legalizaciji istospolne zajednice, s 33 naprerma 5 glasova. Dana 14. prosinca 2016. dobio je Kraljevski pristanak. Zakon je stupio na snagu 1. srpnja 2017. godine.
Dana 26. listopada 2016., parlament Gibraltara jednoglasno je odobrio prijedlog zakona kojim bi se omogućio istospolni brak. Dobio je Kraljevski pristanak 1. studenog 2016. Zakon je stupio na snagu 15. prosinca 2016. godine.
Dana 31. siječnja 2017., Vrhovni je kasacijski sud Italije, zbog proceduralnih razloga, odbiti nižu presudu kojom se priznaje brak između dvije francuske žene (jedna od njih imala je pravo tražiti talijansko državljanstvo iure sanguinis) sklopljenim u francuskoj regiji Nord-Pas-de-Calais. Ovo je prvi put da se pojam istospolnog braka priznaje u Italiji, ali presuda ne implicira da će ova praksa biti nužno općenita u toj državi.
U srpnju 2017. parlamenti Njemačke i Malte su odobrili prijedloge zakona kojima bi omogućili istospolni brak. Predsjednici obiju zemalja potpisali su prijedloge u zakon. Na Malti je zakon stupio na snagu 1. rujna 2017. dok je u Njemačkoj to učinjeno 1. listopada 2017.
Dana 5. prosinca 2017. godine Ustavni sud Austrije proglasio je zabranu istospolnog braka neustavnom. Istospolni brak postaje pravnim 1. siječnja 2019.
Krajem 2018. godine parlament u San Marinu izglasao je legalizaciju građanskih zajednica s posvojiteljskim pravima. Zakon je stupio na snagu 11. veljače 2019. nakon niza daljnjih zakonskih i administrativnih promjena.

## Javno mišljenje diljem Europe
Godine 2002. "Pew Global Attitudes Project" koju je izradio Pew Research Center pokazuje kako većina stanovnika u svakoj zapadnoeuropskoj zemlji smatra kako bi homoseksualne osobe trebale biti prihvaćene u društvu, dok se većina Rusa, Poljaka i Ukrajinaca ne slažu s time. Prema upitniku Gallup Europe iz 2003. godine žene, mlađe generacije i visokoobrazovani imaju veću vjerojatnost za podršku homoseksualnih brakova i prava na usvajanje djece od strane homoseksualaca u donosu na druge demografske skupine.
Eurobarometerova anketa iz 2006. godine je na uzorku od 30 000 ljudi iz svake zemlje članice Europske unije pokazala različito mišljenje građana unutar tadašnjih 27 zemalja članica po pitanju istospolnog braka. Većina potpore došla je iz Nizozemske (82%), Švedske (71%), Danske (69%), Belgije (62%), Luksemburga (58%), Španjolske (56%), Finske (54%), Njemačke (52%) i Češke Republike (52%). Sve ostale zemlje unutar EU-a imale su manje od 50% potpore građana, a najmanje potpore imaju stanovnici Rumunjske (11%), Latvije (12%), Cipra (14%), Bugarske (15%), Grčke (15%), Litve (17%), Poljske (17%), Mađarske (18%) i Malte (18%). Usvajanje djece od strane gay parova poduprijeli su građani samo dvije zemlje članice: Nizozemske (69% ispitanika) i Švedske (51% ispitanika) dok su najmanje potpore pokazali ispitanici iz Poljske i Malte (7%).
Anketa provedena u listopadu 2008. godine od strane The Observera pokazala je kako većina Britanaca podržava istospolni brak - njih 55% ispitanih. Anketa iz 2013. godine pokazuje kako većina Iraca podupire istospolni brak (73% ispitanih) i usvajanje djece od strane gay parova (60% ispitanih). Francuska ima potporu po pitanju istospolnog braka od 62% ispitanih dok to čini samo 14% Rusa Italija ima potporu "Zakona o građanskom partnerstvu" između ljudi istog spola s 45% za uvođenjem istog i 47% protiv. U 2009. godini 58,9% Talijana podržalo je istospolne zajednice, ali je samo 40,4% podržavalo je i istospolni brak. U 2010. godini 63,9% Grka podržava istospolna partnerstva, dok je 38,5% podržava istospolni brak. Anketa koju je izradila MaltaToday pokazala je da je u 2012. godini 41% Maltežana podržavalo istospolne brakove, a podrška je porasla na 60% među dobnim skupinama od 18 do 35 godina. U anketi 2013. koju je proveo poljski institut CBOS, 65 posto Poljaka bilo je protiv istospolnih zajednica, 72 posto bilo je protiv istospolnih brakova, 88 posto bilo je protiv posvajanja djece od strane istospolnih parova, a 68 posto je bilo protiv toga da lezbijke, gay, ili biseksualne osobe javno pokazuju svoj način života. U Hrvatskoj anketa iz studenog 2013. godine otkrila je da 59% Hrvata smatra da bi brak trebao biti ustavno definiran kao zajednica između muškarca i žene, a 31% se ne slaže s idejom. Istraživanje javnog mnijenja CBOS-a iz veljače 2014. pokazalo je da 70% Poljaka vjeruje da je seksualna aktivnost između osoba istog spola moralno neprihvatljiva, dok samo 22% smatra da je moralno prihvatljiva. Anketiranje javnog mnijenja NDI-a iz 2015. godine pokazuje da samo 10% stanovništva na Balkanu (Srbija, Bosna i Hercegovina, Albanija, Kosovo, Crna Gora i Makedonija) smatra da su LGBTI brakovi prihvatljivi, za razliku od 88% koji ih smatraju neprihvatljivima.

## Zakonodavstvo po zemljama ili teritorijima

### Europska unija
Pogledajte članak Prava LGBT osoba u EU

### Središnja Europa
| Zemlja:         | Istospolne seksualne aktivnosti su legalne | Prepoznavanje istospolnih zajednica | Istosploni brak je legalan | LGBT osobe mogu posvajati djecu | LGBT osobe mogu otvoreno služiti vojsku | Postoje zakoni protiv diskriminacije u vezi sa seksualnom orijentacijom | Postoje zakoni koji se tiču rodnog identiteta / izražavanja |
| --------------- | ------------------------------------------ | ----------------------------------- | -------------------------- | ------------------------------- | --------------------------------------- | ----------------------------------------------------------------------- | ----------------------------------------------------------- |
| Austrija        | Da                                         | Da                                  | Da                         | Da                              | Da                                      | Da                                                                      | Da                                                          |
| Hrvatska        | Da                                         | Da                                  | Ne                         | Da                              | Da                                      | Da                                                                      | Da                                                          |
| Češka Republika | Da                                         | Da                                  | Ne                         | Ne                              | Da                                      | Da                                                                      | Da                                                          |
| Njemačka        | Da                                         | Da                                  | Da                         | Da                              | Da                                      | Da                                                                      | Da                                                          |
| Mađarska        | Da                                         | Da                                  | Ne                         | Ne                              | Da                                      | Da                                                                      | Ne                                                          |
| Lihtenštajn     | Da                                         | Da                                  | Ne                         | Ne                              | Da                                      | Da                                                                      | Ne                                                          |
| Poljska         | Da                                         | Ne                                  | Ne                         | Ne                              | Da                                      | Da                                                                      | Da                                                          |
| Slovačka        | Da                                         | Ne                                  | Ne                         | Ne                              | Da                                      | Da                                                                      | Da                                                          |
| Slovenija       | Da                                         | Da                                  | Ne                         | Ne                              | Da                                      | Da                                                                      | Da                                                          |
| Švicarska       | Da                                         | Da                                  | Ne                         | Ne                              | Da                                      | Da                                                                      | Da                                                          |

### Istočna Europa
| Zemlja:     | Istospolne seksualne aktivnosti su legalne | Prepoznavanje istospolnih zajednica | Istosploni brak je legalan | LGBT ososbe mogu posvajati djecu | LGBT osobe mogu otvoreno služiti vojsku | Postoje zakoni protiv diskriminacije u vezi sa seksualnom orijentacijom | Postoje zakoni koji se tiču rodnog identiteta / izražavanja |
| ----------- | ------------------------------------------ | ----------------------------------- | -------------------------- | -------------------------------- | --------------------------------------- | ----------------------------------------------------------------------- | ----------------------------------------------------------- |
| Bjelorusija | Da                                         | Ne                                  | Ne                         | Ne                               | Ne                                      | Ne                                                                      | Da                                                          |
| Moldavija   | Da                                         | Ne                                  | Ne                         | Ne                               | Da                                      | Da                                                                      | Da                                                          |
| Rumunjska   | Da                                         | Ne                                  | Ne                         | Ne                               | Da                                      | Da                                                                      | Da                                                          |
| Rusija      | Ne                                         | Ne                                  | Ne                         | Ne                               | Ne                                      | Ne                                                                      | Da                                                          |
| Ukrajina    | Da                                         | Ne                                  | Ne                         | Ne                               | Da                                      | Da                                                                      | Da                                                          |

### Sjeverna Europa
| Zemlja:  | Istospolne seksualne aktivnosti su legalne | Prepoznavanje istospolnih zajednica | Istosploni brak je legalan | LGBT ososbe mogu posvajati djecu | LGBT osobe mogu otvoreno služiti vojsku | Postoje zakoni protiv diskriminacije u vezi sa seksualnom orijentacijom | Postoje zakoni koji se tiču rodnog identiteta / izražavanja |
| -------- | ------------------------------------------ | ----------------------------------- | -------------------------- | -------------------------------- | --------------------------------------- | ----------------------------------------------------------------------- | ----------------------------------------------------------- |
| Danska   | Da                                         | Da                                  | Da                         | Da                               | Da                                      | Da                                                                      | Da                                                          |
| Estonija | Da                                         | Da                                  | Ne                         | Ne                               | Da                                      | Da                                                                      | Da                                                          |
| Finska   | Da                                         | Da                                  | Da                         | Da                               | Da                                      | Da                                                                      | Da                                                          |
| Island   | Da                                         | Da                                  | Da                         | Da                               | Island nema vojsku                      | Da                                                                      | Da                                                          |
| Latvija  | Da                                         | Ne                                  | Ne                         | Ne                               | Da                                      | Da                                                                      | Da                                                          |
| Litva    | Da                                         | Ne                                  | Ne                         | Ne                               | Da                                      | Da                                                                      | Da                                                          |
| Norveška | Da                                         | Da                                  | Da                         | Da                               | Da                                      | Da                                                                      | Da                                                          |
| Švedska  | Da                                         | Da                                  | Da                         | Da                               | Da                                      | Da                                                                      | Da                                                          |

### Južna Europa
| Zemlja:             | Istospolne seksualne aktivnosti su legalne | Prepoznavanje istospolnih zajednica | Istosploni brak je legalan | LGBT ososbe mogu posvajati djecu | LGBT osobe mogu otvoreno služiti vojsku | Postoje zakoni protiv diskriminacije u vezi sa seksualnom orijentacijom | Postoje zakoni koji se tiču rodnog identiteta / izražavanja |
| ------------------- | ------------------------------------------ | ----------------------------------- | -------------------------- | -------------------------------- | --------------------------------------- | ----------------------------------------------------------------------- | ----------------------------------------------------------- |
| Albanija            | Da                                         | Ne                                  | Ne                         | Ne                               | Da                                      | Da                                                                      | Ne                                                          |
| Andora              | Da                                         | Da                                  | Ne                         | Da                               | Andora nema vojsku                      | Da                                                                      | Ne                                                          |
| Bosna I Hercegovina | Da                                         | Ne                                  | Ne                         | Ne                               | Da                                      | Da                                                                      | Da                                                          |
| Bugarska            | Da                                         | Ne                                  | Ne                         | Ne                               | Da                                      | Da                                                                      | Da                                                          |
| Cipar               | Da                                         | Da                                  | Ne                         | Ne                               | Da                                      | Da                                                                      | Ne                                                          |
| Grčka               | Da                                         | Da                                  | Ne                         | Ne                               | Da                                      | Da                                                                      | Da                                                          |
| Italija             | Da                                         | Da                                  | Ne                         | Ne                               | Da                                      | Da                                                                      | Da                                                          |
| Kosovo              | Da                                         | Ne                                  | Ne                         | Ne                               | Da                                      | Da                                                                      | Ne                                                          |
| Malta               | Da                                         | Da                                  | Da                         | Da                               | Da                                      | Da                                                                      | Da                                                          |
| Crna Gora           | Da                                         | Da                                  | Ne                         | Ne                               | Da                                      | Da                                                                      | Da                                                          |
| Sjeverna Makedonija | Da                                         | Ne                                  | Ne                         | Ne                               | Da                                      | Ne                                                                      | Ne                                                          |
| Portugal            | Da                                         | Da                                  | Da                         | Da                               | Da                                      | Da                                                                      | Da                                                          |
| San Marino          | Da                                         | Da                                  | Ne                         | Ne                               | Nepoznato                               | Da                                                                      | Ne                                                          |
| Srbija              | Da                                         | Ne                                  | Ne                         | Ne                               | Da                                      | Da                                                                      | Da                                                          |
| Španjolska          | Da                                         | Da                                  | Da                         | Da                               | Da                                      | Da                                                                      | Da                                                          |
| Vatikan             | Da                                         | Ne                                  | Ne                         | Ne                               | Vatikan nema vojsku                     | Ne                                                                      | Ne                                                          |

### Zapadna Europa
| Zemlja:                | Istospolne seksualne aktivnosti su legalne | Prepoznavanje istospolnih zajednica | Istosploni brak je legalan | LGBT ososbe mogu posvajati djecu | LGBT osobe mogu otvoreno služiti vojsku | Postoje zakoni protiv diskriminacije u vezi sa seksualnom orijentacijom | Postoje zakoni koji se tiču rodnog identiteta / izražavanja |
| ---------------------- | ------------------------------------------ | ----------------------------------- | -------------------------- | -------------------------------- | --------------------------------------- | ----------------------------------------------------------------------- | ----------------------------------------------------------- |
| Belgija                | Da                                         | Da                                  | Da                         | Da                               | Da                                      | Da                                                                      | Da                                                          |
| Francuska              | Da                                         | Da                                  | Da                         | Da                               | Da                                      | Da                                                                      | Da                                                          |
| Irska                  | Da                                         | Da                                  | Da                         | Da                               | Da                                      | Da                                                                      | Da                                                          |
| Luksemburg             | Da                                         | Da                                  | Da                         | Da                               | Da                                      | Da                                                                      | Da                                                          |
| Monako                 | Da                                         | Da                                  | Ne                         | Ne                               | Da                                      | Da                                                                      | Nepoznato                                                   |
| Nizozemska             | Da                                         | Da                                  | Da                         | Da                               | Da                                      | Da                                                                      | Da                                                          |
| Ujedinjeno Kraljevstvo | Da                                         | Da                                  | Da                         | Da                               | Da                                      | Da                                                                      | Da                                                          |